# 影狩り ほえろ大砲
『影狩り ほえろ大砲』（かげがり ほえろたいほう）は、1972年10月10日に公開された日本映画。『週刊ポスト』に連載されていたさいとう・たかをの劇画『影狩り』を舛田利雄が映画化したシリーズ第2弾。前作と異なり、時代設定は幕末である。

## 概要
前作『影狩り』が特に男性の観客から受けがよく、興行成績も良かったため、前作の公開から約1カ月後に続編の製作が発表された。本作は前作を超える大ヒット作となった。
石原はこれが初のシリーズ物映画への出演となった。タイトル『影狩り ほえろ大砲』のほえろは、当時石原が出演して人気を獲得していた『太陽にほえろ!』にちなんだものである。

## あらすじ
佐伯藩は過去に幕府から許され、四海波なる大砲を所有している。しかし既に古くなったため、その大砲を溶かして新たな大砲作りが進められている。幕府により新たな大砲作りが禁じられているため、その事を幕府が知れば佐伯藩は改易となることは必定なのだが、既に幕府に露見したのか、幕府より大砲を改めるとの知らせが届き、同時に隠密である影たちが動きを見せている、そこで佐伯藩は“影狩り”を雇う。

## 配役
- 石原裕次郎 : 室戸十兵衛
- 内田良平 : 日光（幹武之進）
- 成田三樹夫 : 月光（日下弦之助）
- 丹波哲郎 : 影目付
- 夏純子 : 芝辻美也
- 青木義朗 : 星野修理
- 加藤嘉 : 芝辻道斉
- 伊藤圭亮 : 道太郎
- 荒井岩衛 : 岡部外記
- 佐原健二 	別所隼人（砲術方）
- 松山新一 : 毛利伊勢守
- 高木二朗 : 根岸玄番
- カルーセル麻紀 : くノ一牧
- 宮下順子 : おえん(くノ一あかね)
- 白木万理 : おせん(くノ一おぼろ）
- 伊佐山ひろ子 : くノ一
- 山岸恵美子 : くノ一
- 牧恵子 : くノ一
- 瀬戸ユキ : くノ一
- 深江章喜 : 堂本無格
- 苅谷俊介 : 加太三七
- 加原武門 : 石根刀自済（伊賀組支配）
- 森竜二 : 侍臣
- 榎木兵衛 : 中盆（影）

## スタッフ
- 監督：舛田利雄
- 脚本：池上金男
- 製作：石原裕次郎、奥田喜久丸、小林正彦
- 撮影：金宇満司
- 美術：小林正義
- 大道具 : 小山照吉
- 照明：藤林甲
- 録音：佐藤泰博
- 編集：渡辺士郎
- 音楽：玉木宏樹
- チーフ助監督 : 片桐康夫
- 殺陣：久世龍
- スチール : 中山章
- 衣装デザイン : 柳生悦子
- 演技事務 : 大門実、荒井岩衛
- 車両 : 関町進、竹内覚
- 現像：東京現像所
- 制作：東宝株式会社、石原プロモーション
- 主題歌 : 「影狩り」: 石原裕次郎

## 併映作品
- 『無宿人御子神の丈吉 川原に過去は流れた』: 池広一夫監督作品